# Cis gardneri
Cis gardneri là một loài bọ cánh cứng trong họ Ciidae. Loài này được Pic mô tả khoa học năm 1937.